# Joel de Igrejinha
Joel Leandro Wilhelm mais conhecido como Joel de Igrejinha (Taquara, 13 de maio de 1978) é um político e representante comercial brasileiro filiado ao Progressistas (PP). 

## Biografia
Joel Leandro Wilhelm nasceu em Taquara, mas é natural de Igrejinha, onde construiu sua carreira política. Cursou Marketing nas Faculdades Integradas de Taquara (FACCAT). Antes de se dedicar integralmente à política, atuou como representante comercial no segmento de alimentos, gerenciando contas de grandes empresas como Schincariol, Ambev e JBS.

## Trajetória política
Iniciou sua carreira política em 2008, sendo eleito vereador de Igrejinha para a legislatura 2009-2012.

### Prefeito de Igrejinha
Em 2012, foi eleito prefeito de Igrejinha, assumindo o cargo em janeiro de 2013. Foi reeleito em 2016, cumprindo dois mandatos consecutivos à frente do executivo municipal, de 2013 a 2020.

### Deputado estadual
Nas eleições estaduais de 2022 foi eleito deputado estadual pelo PP, à uma cadeira na Assembleia Legislativa do Rio Grande do Sul para a 56ª legislatura (2023 — 2027) com 39.225 votos.

#### Atuação parlamentar
Como deputado estadual, Joel de Igrejinha tem focado sua atuação em pautas regionais, especialmente do Vale do Paranhana, buscando dar "voz e vez" à região na Assembleia Legislativa. Suas prioridades incluem a regionalização da saúde, temas ligados à educação e à segurança pública.
Desde o início de seu mandato, preside a Comissão de Assuntos Municipais da Assembleia Legislativa. Em fevereiro de 2025, foi reeleito por unanimidade para continuar liderando a comissão por mais dois anos. A comissão abrange temas como saúde, segurança pública, educação, Defesa Civil, limites geográficos municipais, energia elétrica e pedágios.
Em março de 2025, em parceria com o Tribunal de Contas do Estado do Rio Grande do Sul (TCE-RS), promoveu através da Comissão de Assuntos Municipais um evento de capacitação em gestão municipal em Taquara.